# Lismore (Schotland)
Lismore (in het Schots-Gaelisch Lios Mòr) is een eiland van de Binnen-Hebriden, gelegen in Loch Linnhe ten noordoosten van Mull.
Het eiland was in de vroege middeleeuwen een Keltisch christelijk centrum dankzij een abdij gesticht door Sint Moluag.
Het eiland heeft een veerbootverbinding met Oban en met Port Appin.

## Bezienswaardigheden
- St Moluag's Cathedral
- Tirefour Broch